# Zmajska božanstva Kine
Po pitanju voda i mora u drevnoj Kini su štovali tzv. zmajevske kraljeve oceana koji su bili zaduženi za sve oblike voda, dakle od kiše, rose, potoka, rijeka, jezera, i naravno velikih mora koja su okruživala Kinu. 

## Mit
Priča o njima počinje naravno u sam osvit vremena kad nije bilo ništa osim jednog velikog kopna okruženog velikim oceanom, a na samom kopnu nije bilo ni rijeka ni jezera, već samo nešto plodnih dolina i visokih planina. U dubinama velikog Istočnog mora živjela su 4 zmaja, po jedan za svaku stranu svijeta: Ao-Chin ili biserni zmaj (jug), Ao-jun ili žuti zmaj (zapad), Ao-Shun (sjever) ili crni zmaj i Ao-Kuang ili dugi zmaj (istok). Potonji, Ao-Kuang je bio najmoćniji jer je i njegov teritorij bio najveći te se on naziva i kralj morskih zmajeva. 
Zmajevi su bili usko povezani s likom Kralja Žada (Jade-emperor) koji je kao ključna figura cjelokupne mitologije bio jedini kojeg su zmajevi morali slušati gdje posebno utjecati što se kiše tiče. Tako ih je on i zamolio u osvit svijeta da se smiluju ljudima koji su živjeli na kopnu te im podaju vode u obliku kiše. Zmajevi su vidjeli ljude kako mole za vodu, te su im odlučili pomoći jer su oni sami imali svu vodu svijeta. Uzeli su u svoja usta mnogo vode koju su ispustili nad suhom zemljom. I tako je prva kiša pala na kopno, te su s vremenom potekle i prve rijeke i počela se oblikovati prva jezera.
Iako su njihovi pravi oblici bili zmajevski, ta božanstva su se pojavljivala i u likovima ljudi, ali također su se znali pojaviti u obliku tornada, ili, više u egipatskom stilu, kao ljudi sa zmajevskom glavom. Ljudi su ih štovali zato da izbjegnu njihov bijes koji je bio strašan i, naravno odgovoran, za velike poplave gradova. Sami zmajevi su živjeli u velikim kristalnim palačama koje su čuvale vojske škampa i riba kojima su upravljali generali rakovi, a velikim zmajevima su vjerno pomagale njihove osobne svite ministara.
Čak i u današnje vrijeme, za poplava ili suša, običaj se i dalje poštuje, te je lokalni poglavar ili političar zadužen da predvodi obrede i razne svetkovine u čast zmajeva.